# 蓬萊楼

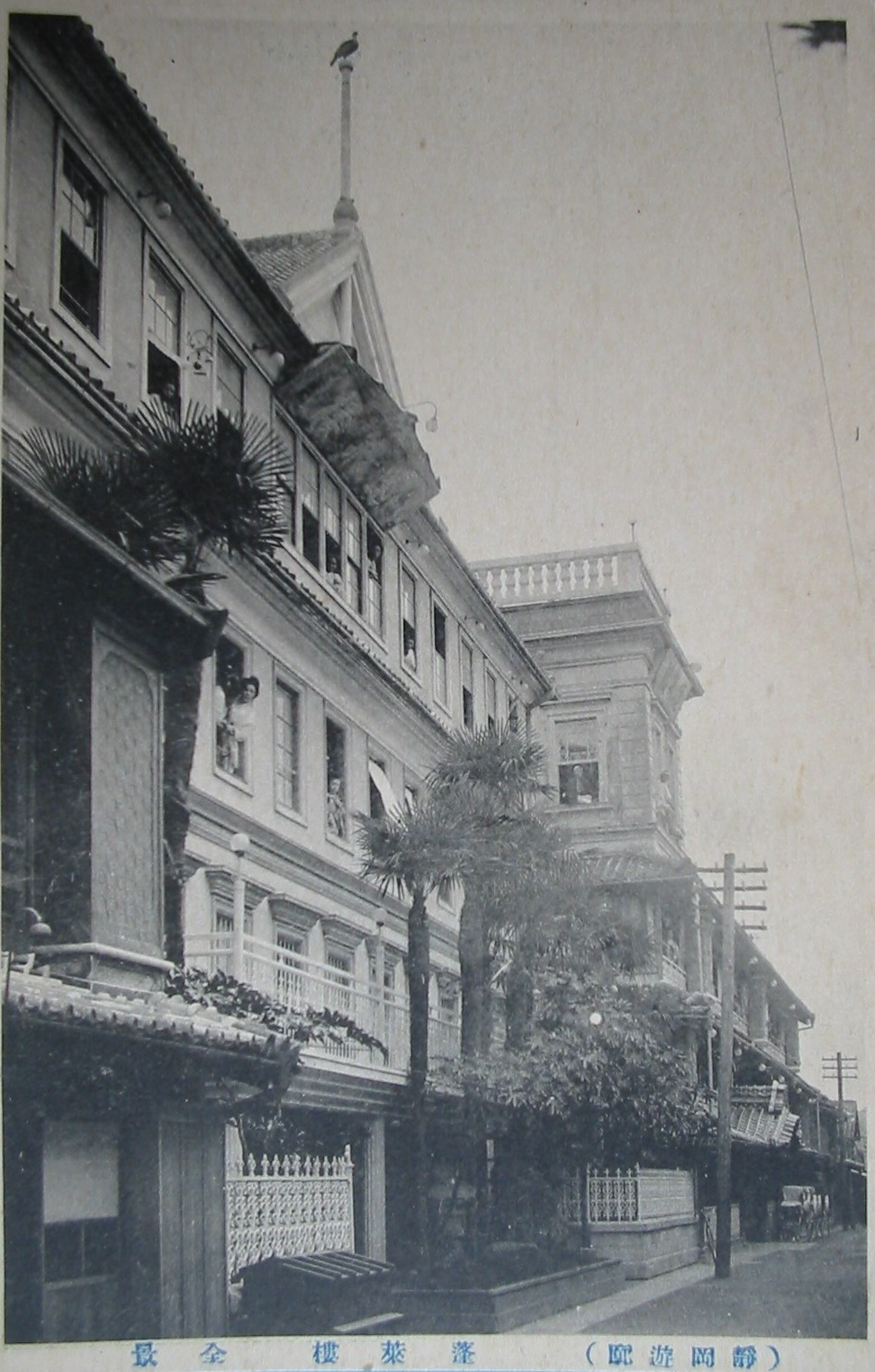
大正後期頃、蓬萊楼の外観

蓬萊楼（ほうらいろう）は、駿府（現在の静岡市）の花街として栄えた二丁町（にちょうまち、現・葵区駒形通五丁目の静岡県地震防災センター附近）にあった代表的妓楼。

## 概要
大御所となった徳川家康が、駿府の町の治安を保つため、安倍川町に遊廓を作ったと言われ、広さが二丁（109メートル）四方だったので、二丁町遊廓が別称となった。江戸の吉原は、ここから一部が移転されて発展したもので、本来は二丁町が遊郭の元祖とも言うべき存在であった。花魁に代表される、この廓（くるわ）風俗は、江戸時代の庶民の民俗や風習を語る上で欠くことのできない代表的文化となった。蓬萊楼は、その二丁町で最大の規模を誇り長い間栄えた妓楼である。
『東海道中膝栗毛』や歌川広重の浮世絵に取り上げられたりしたほか、明治時代は、「ケーキさん」と呼ばれ親しまれた第15代将軍徳川慶喜がお忍びで頻繁に利用していたり、いち早く、文明開化時に芸妓を洋装させ話題を呼んだりした。明治28年（1895年）に新設されたとんがり帽子の高塔は静岡の街でもひときわ目立つ建築物となり、明治35年（1902年）の天皇行幸の際に「目立ちすぎる」として改修を命じられたほどであった。
また、静岡を代表する鏝（こて）絵師・駿府の鶴堂こと森田鶴堂の作品を多く擁したことでも知られ、玄関天井の「雲龍」や玄関懸魚の「鞠に唐獅子」、各室の神々や武者や動物などの壁画などが評判を呼び、漆喰芸術の殿堂として、昼間には遊客以外の一般人も団体で見学に訪れるほど有名であった。
昭和に入ってからは、北原白秋の長逗留の際に、ここの芸妓が発した「きゃあるが鳴くんて雨ずらよ」のフレーズは、『ちゃっきり節』に取り上げられたりした。有吉佐和子の小説『香華』にも、母子の奉公先として蓬萊楼が登場している。長らく栄華を極めた蓬萊楼ほか二丁町の遊郭も、敗戦濃厚の昭和20年（1945年）、静岡大空襲により焼失した。